# Filipp Isajevič Gološčokin
Filipp Isajevič Gološčokin (pravým jménem Isaj Isaakovič – Исай Исаакович, narozen 26. února 1876, Něvel, Vitebská gubernie – popraven 28. října 1941, Varboš, Kujbyševská oblast) byl ruský revolucionář a sovětský státní a partajní činovník, předseda Výkonného výboru v Samarské gubernii (губернский исполнительный комитет) a sekretář Kazašského oblastního výboru (РКП). Účastník boje za ustanovení Sovětské vlády na Urale a na Sibiři. Aktivně se podílel na kolektivizaci v Kazachstánu a také na obnově hospodářství Samarské oblasti zničené v důsledku občanské války. Byl jedním z organizátorů zavraždění ruské carské rodiny.

## Původ
Pocházel z rodiny židovského podnikatele. V dokumentech bývá uváděn též pod jmény Isaj a Isaak, jménem po otci Isajevič, Isaakovič nebo Ickovič. jeho stranická přezdívka byla Filipp.
Manželka, Berta Josifovna Perelman(ová) se narodila v roce 1867 v rodině řemeslníka. Byla uvězněna a poslána do vyhnanství v Namyrském okresu, kde se provdala za Filippa Gološčokina. Zemřela v roce 1918..

## Předrevoluční činnost
Po skončení zubařské školy pracoval jako zubní technik. V roce 1903 vstoupil do Ruské sociálně demokratické strany (RSDRP – РСДРП). Řídil revoluční agitaci v Petrohradu, Kronštadtu, Sestrorecku, Moskvě a v dalších městech. Účastnil se Revoluce 1905–1907. Od roku 1906 člen Petrohradského výboru RSDRP, od 1907 odpovědný organizátor a člen Petrohradského výkonného výboru RSDRP. Od roku 1909 pracoval v Moskevském výboru RSDRP. V roce 1909 uvězněn a poslán do vyhnanství v Narymském okresu, odkud v roce 1910 utekl. V roce 1912 na 6. (pražské) konferenci RSDRP byl zvolen členem Ústředního výboru a jeho Ruské kanceláře. Byl podruhé uvězněn a poslán do města Turinsk v Tobolské gubernii. Odtud byl přemístěn do vesnice Děmjanskoje v Tobolském újezdu. V prosinci 1912 utekl. V roce 1913 opět uvězněn a poslán do Turuchanského okresu na Sibiři, odkud byl propuštěn až po Únorové revoluci.

## Činnost po Únorové revoluci roku 1917
Po Únorové revoluci v roce 1917 byl předsedou ÚV Petrohradského výboru bolševiků, delegát 7. (Aprelské) konference RSDRP. V květnu Jakov Sverdlov, který poslal Gološčokina na Ural, sdělil místním bolševikům: „Přijel k vám na Ural soudruh Filipp… člověk energický, uvědomělý“ (Leninova Uralská garda, Sverdlovsk, 1967, s. 196). Člen a sekretář Permského výboru RSDRP, potom člen i sekretář oblastního výboru. Delegát 6-ho sjezdu RSDRP (2. července – 3. srpna). Byl členem Permského a potom Jekatěrinburského sovětu, členem výkonného výboru Sovětu Uralské oblasti. Formoval a vedl Rudou gardu.
V polovině října přijel coby delegát II. Všeruského sjezdu Sovětů) II Всероссийский съезд Советов рабочих и солдатских депутатов) do Petrohradu. Vstoupil do Vojensko-revolučního výboru (Военно-революционный комитеть) a účastnil se Říjnového ozbrojeného povstání (dříve VŘSR). Na II. sjezdu Sovětů RSD zvolen členem Celoruského ústředního výkonného výboru (CÚVV). Účastnil se rozhovorů CÚVV s Vikželem. Gološčokin vzpomínal, že před jeho odjezdem na Ural se V. I. Lenin soustředil na oddálení svolání a následné rozehnání Ústavodárného shromáždění (viz Od února do října, Leninzdat, 1957, s.112–114).